# Falsettos
Falsettos je americký plně zpívaný muzikál, jehož autory jsou William Finn (hudba, libreto, předloha) a James Lapine (předloha). Muzikál se skládá ze dvou částí – March of the Falsettos (1981) a Falsettoland (1990).
Příběh pojednává o Marvinovi, který se rozvedl se svou ženou, aby mohl být se svým milencem Whizzerem. V prvním jednání je hlavním tématem dopad tohoto nového vztahu na Marvinovu rodinu. V druhém jednání se rodina připravuje na obřad bar micva Marvinova syna.
Falsettos se poprvé objevili na Broadwayi v roce 1992 a byli nominováni na sedm cen Tony, z nichž vyhráli nejlepší book of musical a nejlepší originální scénář. Muzikál byl znovu nastudován a jeho revival proběhl na Broadwayi v roce 2016, mimo jiné s Christianem Borlem a Andrew Rannellsem. Revival byl natočen a přizpůsoben pro televizní sérii Live from Lincoln Center amerického PBS a byl vysílán 27. října 2017. Revival byl nominován na pět cen Tony, včetně nejlepšího revivalu muzikálu.

## Děj

### První jednání: March of the Falsettos
Děj odehrávající se v roce 1979 začíná hádkou Marvina, jeho desetiletého syna Jasona, jeho psychiatra Mendela, a jeho přítele Whizzera ("Four Jews in a Room Bitching"). Marvin divákům vysvětlí jejich situaci: Opustil svou ženu Trinu kvůli svému milenci Whizzerovi, jehož se snaží začlenit do rodiny ("A Tight-Knit Family"). Na Marvinovu radu navštíví Trina Mendela a svěřuje se mu s problémy z konce manželství. Mendel se ji snaží utěšit ("Love Is Blind"). Marvin a Whizzer podotýkají, že mají málo společného, ačkoliv jsou k sobě navzájem přitahováni, a bojí se, že jejich vzájemné pocity vyprchávají ("The Thrill of First Love"). Whizzer dále uvede mezihru zvanou "Marvin at the Psychiatrist, a Three-Part Mini-Opera". Na svých terapeutických sezeních u Mendela probírá Marvin svůj vztah s Whizzerem, Mendel od něj vyzvídá intimní informace o jeho bývalé ženě, a nakonec Marvin zmiňuje problematický vztah se svým synem. Jason se obává, že kvůli otcově sexualitě se také stane gayem ("My Father¨s A Homo"), počemž jej jeho rodiče přemlouvají, aby navštívil psychiatra. Jason jejich nabídku odmítá, a připustí až poté, co se k nim přidá i Whizzer ("Everyone Tells Jason to See a Psychiatrist").
Marvin a Whizzer se hádají nad Whizzerovým nedostatkem zápalu pro monogamii a nad Marvinovými pokusy z Whizzera udělat ženu v domácnosti ("This Had Better Come To a Stop"). Trina cítí, že ztrácí své místo v rodině, a hroutí se ("I'm Breaking Down"). Po Mendelovi požaduje, aby Jasonovi poskytl domácí terapii ("Please Come To Our House"). Ten přijde a po několika domácích sezeních ("Jason's Therapy") požádá Trinu o ruku ("A Marriage Proposal"). Trina je frustrovaná ze svého života plného nevyspělých mužů ("Trina's Song"), kteří falsetem svou nezralost opěvují ("March Of The Falsettos"). Trina se poté uklidní ("Trina's Song (Reprise)").
Marvin se snaží Whizzera naučit šachy, ale pouze se dostanou do hádky ("The Chess Game"), po níž se rozejdou. Trina a Mendel se k sobě mezitím nastěhují ("Making A Home"). Whizzer se balí a zpětně se dívá na svůj vztah s Marvinem, který ho využíval ("The Games I Play"). Marvin se objeví rozčilen nad pozvánkou na svatbu Triny a Mendela, a v hněvu ji udeří ("Marvin Hits Trina"). Tato událost přiměje všechny k vyzpovídání se ze své lásky k ostatním ("I Never Wanted To Love You"). Jason zjistí, že je přitahován děvčaty. Po zničení svých vztahů s Whizzerem i Trinou si Marvin promluví s Jasonem a ujistí jej, že tu pro něj vždy bude ("Father To Son").

### Druhé jednání: Falsettoland
Je rok 1981, Nancy Reagan je v Bílém domě, a dvě nové osoby jsou představeny: Marvinovy lesbické sousedky Dr. Charlotte, internistka, a Cordelia, nežidovská kuchařka specializující se na židovskou kuchyni. Marvin má mezitím s Trinou, která je stále vdaná za Mendela, syna Jasona ve strídavé péči ("Falsettoland"). Whizzera neviděl dva roky, ale stále se přes rozpad jejich vztahu nepřenesl. Podotýká, že je načase vyrůst a vzpamatovat se ("About Time"). Marvin s Trinou začnou plánovat Jasonovu bar micvu, a každá osoba má jiný názor, jak by měla probíhat ("The Year of the Child"). Později, na Jasonově Malé Baseballové lize, Jason přemýšllí, jaké dívky by měl na svou bar micvu pozvat ("Miracle of Judaism"). Ostatní sledují Jasona, jak se mu v baseballu nedaří, přičemž se objeví Whizzer, který byl pozván Jasonem. Marvin pozve Whizzera na rande, a Jasonovi se podaří strefit do míče ("The Baseball Game"). V mezihře se všechny dvojice zpovídají ze svých nádherných životů ("A Day in Falsettoland"). Jason si pak stěžuje na hádající se rodiče, kteří stále řeší jeho bar micvu ("The Fight"). Jason ji chce z toho důvodu odvolat. Mendel jej utěšuje ("Everyone Hates His Parents").
Marvin sedí v posteli, dívá se na Whizzera, který spí vedle něj, a říká si, jak moc jej miluje ("What More Can I Say?"). Dr. Charlotte si uvědomuje, že do jejich nemocnice přichází mladí homosexuálové s neznámou nemocí, které nikdo nerozumí ("Something Bad Is Happening"). Whizzer se náhle zhroutí při hře raketbalu a je převezen do nemocnice. Trina je neklidná z toho, jak ji Whizzerův zdravotní stav znepokojil ("Holding to the Ground"). Všichni se shromáždí ve Whizzerově nemocničním pokoji a kromě Jasona komentují, jak dobře vypadá ("Days Like This"). Mendel a Trina promlouvají s Jasonem a snaží se mu vysvětlit, že se Whizzer možná neuzdraví, a navrhnou mu, že může oslavu bar micva zrušit ("Canceling the Bar Mitzvah"). Marvin sedí u Whizzera v nemocnici, později se k nim přidá Cordelia a Charlotte, a všichni čtyři potvrdí své vzájemné pocity, i přes zhoršující se situaci ("Unlikely Lovers").
Jak se Whizzerovo zdraví horší, Jason se obrací na Boha a nabízí mu, že výměnou za Whizzerovo uzdravení projde obřadem bar micva ("Another Miracle of Judaism"). Dr. Charlotte vysvětluje Marvinovi, že se děje něco špatného, a naznačí mu, že sám pravděpodobně také onemocní ("Something Bad Is Happening (Reprise)"). Poté, co se jeho nemoc ukáže jako nevyléčitelná, se Whizzer rozhodne smrti čelit s důstojností a odvahou ("You Gotta Die Sometime"). Jason se náhle objeví s rozhodnutím mít bar micvu ve Whizzerově pokoji, načež se k němu přidají všichni ostatní ("Jason's Bar Mitzvah"). Jakmile Jason dokončí svou recitaci, Whizzer zkolabuje a je odveden do vedlejší místnosti, následován všemi kromě Marvina. Marvin, nyní sám, se ptá zesnulého Whizzera, jaký by jeho život byl, kdyby se nemilovali. K němu se přidá Whizzerův duch s otázkou, zda Marvin lituje jejich vztahu, na což Marvin odpoví, že by to udělal znova ("What Would I Do?"). Marvinovi přátelé a rodina jej obklopí, načež Marvin konečně ztratí svou vyrovnanost a zhroutí se do jejich náručí. Nakonec vystoupí Mendel se závěrečnou větou ("Falsettoland (Reprise)").

## Hudební čísla
| První jednání - "Four Jews in a Room Bitching" – Whizzer, Marvin, Jason, Mendel, Trina - "A Tight-Knit Family" – Marvin - "Love Is Blind" – Marvin - "Thrill of First Love" – Marvin, Whizzer - "Marvin at the Psychiatrist" – Mendel, Marvin, Jason, Whizzer - "My Father's a Homo" – Jason - "Everyone Tells Jason to See a Psychiatrist" – Jason, Marvin, Trina, Whizzer - "This Had Better Come to a Stop" – Marvin, Whizzer, Jason, Trina, Mendel - "I'm Breaking Down" – Trina - "Please Come to Our House" – Trina, Mendel, Jason - "Jason's Therapy" – Mendel, Trina, Marvin, Whizzer, Jason - "A Marriage Proposal" – Mendel, Trina, Jason - "A Tight-Knit Family (Reprise)" – Mendel, Marvin - "Trina's Song" – Trina - "March of the Falsettos" – Whizzer, Marvin, Mendel, Jason - "Trina's Song (Reprise)" – Trina - "The Chess Game" – Marvin, Whizzer - "Making a Home" – Mendel, Jason, Trina, Whizzer - "The Games I Play" – Whizzer - "Marvin Hits Trina" – Marvin, Mendel, Jason, Trina, Whizzer - "I Never Wanted to Love You" – Marvin, Mendel, Jason, Trina, Whizzer - "Father To Son" – Marvin, Jason | Druhé jednání - "Falsettoland" – Company - "About Time" – Company - "The Year of the Child" – Marvin, Trina, Mendel, Jason, Charlotte, Cordelia - "Miracle of Judaism" – Jason - "The Baseball Game" – Company - "A Day in Falsettoland" – Mendel, Trina, Charlotte, Cordelia, Whizzer, Diane - "The Fight" – Mendel, Jason, Marvin, Trina - "Everyone Hates His Parents" – Mendel, Jason, Marvin, Trina - "What More Can I Say" – Marvin - "Something Bad Is Happening" – Charlotte, Cordelia - "More Racquetball" – Marvin, Whizzer - "Holding to the Ground" – Trina - "Days Like This" – Company - "Cancelling the Bar Mitzvah" – Mendel, Trina, Jason - "Unlikely Lovers" – Marvin, Whizzer, Charlotte, Cordelia - "Another Miracle of Judaism" – Jason - "Something Bad Is Happening (Reprise)" – Charlotte - "You Gotta Die Sometime" – Whizzer - "Jason's Bar Mitzvah" – - "What Would I Do" – Marvin, Whizzer - "Falsettoland (Reprise)" – Mendel |

## Osoby a obsazení
| Postava   | Původní obsazení na Broadwayi (1992) | First National Tour (1993) | Obsazení revivalu na Broadwayi (2016) | Second National Tour (2019)                | Původní londýnské obsazení (2019)                        | Revised Revival Cast (2022) |
| --------- | ------------------------------------ | -------------------------- | ------------------------------------- | ------------------------------------------ | -------------------------------------------------------- | --------------------------- |
| Marvin    | Michael Rupert                       | Gregg Edelman              | Christian Borle                       | Max von Essen                              | Daniel Boys                                              | Lucas Hunter Morgan         |
| Trina     | Barbara Walsh                        | Carolee Carmello           | Stephanie J. Block                    | Eden Espinosa                              | Laura Pitt-Pulford                                       | Rachael Valdez              |
| Whizzer   | Stephen Bogardus                     | Peter Reardon              | Andrew Rannells                       | Nick Adams                                 | Oliver Savile                                            | John Vann                   |
| Mendel    | Chip Zien                            | Adam Heller                | Brandon Uranowitz                     | Nick Blaemire                              | Joel Montague                                            | Evan Gordon                 |
| Jason     | Jonathan Kaplan                      | Ramzi Khalaf               | Anthony Rosenthal                     | Johan Mussolino Thatcher Jacobs Jim Kaplan | Albert Atack George Kennedy Elliot Morris James Williams | Clayton Wittman             |
| Charlotte | Heather MacRae                       | Barbara Marineau           | Tracie Thoms                          | Bryonha Marie Parham                       | Gemma Knight-Jones                                       | Savannah Shickler           |
| Cordelia  | Carolee Carmello                     | Jessica Molaskey           | Betsy Wolfe                           | Audrey Cardwell                            | Natasha J. Barnes                                        | Taylor Hayes                |